# Lo que queda de ti
Lo que queda de ti es una película de drama de 2025, escrita y dirigida por Gala Gracia en su ópera prima. Está protagonizada por Laia Manzanares y Ángela Cervantes. Se estrenó en el Festival de Málaga el 18 de marzo de 2025, y luego se estrenó en cines españoles el 16 de mayo de 2025, con distribución de Karma Films.

## Trama
Después de recibir una llamada informándole de que su padre ha muerto, Sara (Laia Manzanares), una pianista de 25 años que está a punto de cumplir sus sueños, vuelve de Nueva York a su pueblo natal en la provincia de Huesca.

## Reparto
- Laia Manzanares como Sara
- Ángela Cervantes como Elena
- Natalia Risueño
- Ruy de Carvalho
- Anna Tenta como Tina

## Producción
El 4 de octubre de 2022, se anunció que la cineasta Gala Gracia estaba preparando, junto a las productoras Potenza Producciones, Bastian Films, Nut Producciones, Fado Filmes y Sajama Films el desarrollo de su ópera prima, Lo que queda de ti, cuyo rodaje tenía previsto comenzar en febrero de 2023. El 9 de febrero de 2023, se anunció que el rodaje había comenzado en Aragón, y que Laia Manzanares y Ángela Cervantes protagonizarían la película. El 3 de abril de 2023, se anunció que el rodaje de la película había concluido después de seis semanas.
Aunque el presupuesto total de la película se desconoce, Lo que queda de ti recibió 476.629 euros procedentes de las ayudas generales del ICAA, en dos importes de 381.303,20 y 95.325,80 euros, respectivamente.

## Lanzamiento y marketing
El 25 de febrero de 2025, se anunció que Lo que queda de ti tendría su estreno mundial en el Festival de Málaga el 18 de marzo de 2025. El 6 de marzo de 2025, Karma Films lanzó el tráiler de la película y programó su estreno en cines españoles para el 16 de mayo de 2025.